# Lisa Frerichs
Lisa Frerichs (* 11. Dezember 1989) ist eine deutsche Ministerialbeamtin. Sie war von 2021 bis 2023 die Sprecherin des Berliner Senats.

## Leben
Frerichs absolvierte ab 2009 den Bachelor in Rechtswissenschaft und Politikwissenschaft in Göttingen und Bologna. 2016 schloss sie ihr Studium mit dem Master in Politikwissenschaft in Göttingen ab. Von 2016 bis 2017 war sie als Trainee beim SPD-Parteivorstand beschäftigt. Von 2018 bis 2019 war sie als Referentin für Gleichstellungspolitik und Referentin der Staatssekretärin Barbara König in der Senatsverwaltung für Gesundheit, Pflege und Gleichstellung des Landes Berlin tätig. 2020 war sie Pressereferentin in derselben Senatsverwaltung. 2021 war sie Leiterin des Büros der Landesvorsitzenden der SPD Berlin, Franziska Giffey. Von Dezember 2021 bis April 2023 war sie Sprecherin des Senats Giffey. Im Amt der Sprecherin des Berliner Senats folgte sie auf Melanie Reinsch. Mit der Bildung des Senates Wegner im April 2023 wechselte sie mit Senatorin Franziska Giffey in die Senatsverwaltung für Wirtschaft, Energie und Betriebe und wurde dort stellvertretende Sprecherin des Senats und Sprecherin der Senatsverwaltung.